# گووچا
گووچا (به لاتین: Gołcza) یک روستا در لهستان است که در گمینا گووچا واقع شده‌است. گووچا ۴۸۴ نفر جمعیت دارد.